# Sant Esteve de la Costa
Sant Esteve de la Costa és un conjunt format per una església i un comunidor situats al Parc Natural del Montseny, en el municipi de Fogars de Montclús (Vallès Oriental). Ambdós elements formen part de manera individual de l'Inventari del Patrimoni Arquitectònic de Catalunya. L'església romànica és d'una nau amb absis i dues absidioles, i dins del nucli de La Costa de Montseny. La primera menció documentada és sobre la seva cessió en alou pel rei Carles II el Calb a favor del seu fidel, el comte Sunyer, el 19 d'agost de 862.

## Església

### Descripció
L'església de Sant Esteve de la Costa és una obra inclosa a l'Inventari del Patrimoni Arquitectònic de Catalunya. Està formada per una sola nau amb vota de canó que acabava en un absis trilobulat. Edifici senzill de paredat, arrebossat i emblanquinat. Cornisa de maó i teula. És obra del segle xii, d'estil romànic, amb tres absis dels quals dos encara es conserven, mentre que l'altre fou destruït per poder-hi aixecar la sagristia. La nau no és del tot romànica, puix no té la forma de volta de canó, sinó de punt d'ametlla. Té un campanar de secció quadrada, amb dos cossos. El cos per a les campanes té set obertures de mig punt, coronat amb merlets en els quatre vèrtexs i amb piràmide. Fou construït l'any 1680, segons diu un pedra col·locada en una paret. La portada és de mig punt i recolza sobre unes pilastres o muntants. L'arquivolta està decorada amb motius lineals. El presbiteri el constitueixen un absis circular Amb volta de mitja taronja pel segle XII-XIII i un cos de volta apuntada.
El 1758 es va afegir una capella a migjorn que va desmuntar aquest costat de l'absis. El absis central té una finestra de doble esqueixada i el de nord-oest una finestra d'escletxa. El segle xvii es varen afegir dues capelles per cada costat. Dues tenen voltes amb arqueria i plementeria gòtica i les altres dues amb volta d'aresta.

### Història
La parròquia és molt antiga i surt ja citada en un diploma reial del 862, concedit pel rei Carles el Calp al comte Sunyer i d'Empúries Rosselló, quan li atorgà l'alou de Montseny, que comprenia les dues parròquies de Palautordera i aquesta de Montseny. En els segles xi i xii, la seva demarcació amb la de Fogars depenien del castell de les Agudes i Miravalls, mentre que la parròquia de Mosqueroles depenia del de Montclús. El 1279 hi consta a les visites parroquials com una parròquia de petites rendes, una situació que va empitjorar, ja que el 1413 només hi consten 15 famílies, un fet que la va fer estar unida a Sant Julià del Montseny, el 1503. L'any 1566 es va afegir l'església de Santa Susanna.

## Comunidor
El comunidor de Sant Esteve de la Costa és una obra de Fogars de Montclús (Vallès Occidental) inclosa a l'Inventari del Patrimoni Arquitectònic de Catalunya. El comunidor està formada per una torre quadrada en la qual hi ha quatre pilars que sostenen la teulada que resguarda el perdó sobre el qual s'hi col·loca la creu.
Aquest comunidor el trobem a poca distància de l'església de Sant Esteve de la Costa, uns 10m. L'any 1769, es feren obres de restauració i el 1778 fou construït el pedró del mig. És un lloc destinat a beneir el temps, d'exorcitzar les tempestes i beneir el terme. En una època, l'ajuntament hi tingué les seves sessions.